# Lilyhammer
Lilyhammer är en norsk TV-serie producerad av Rubicon TV för NRK med Steven Van Zandt i huvudrollen. Serien är skriven av Anne Bjørnstad, Eilif Skodvin och Steven Van Zandt. Serien visades i tre säsonger mellan 2012 och 2014.

## Handling
Frank Tagliano (Steven Van Zandt) är en före detta medlem av New York-maffian. Efter att han vittnat mot sin tidigare chef, blir Tagliano förflyttad till Lillehammer i Norge via FBI:s vittnesskyddsprogram. Tagliano blev fascinerad av Lillehammer när han såg TV-sändningar från Vinter-OS 1994, och väljer därför att börja sitt nya liv där under det nya namnet Giovanni Henriksen. Övergången från att ha varit en fruktad och respekterad mafioso i New York till att bli en arbetslös invandrare i Norge är inte enkel, och det dröjer inte länge innan Frank börjar ta hjälp av sina gamla beprövade metoder för att komma sig upp.

## Skådespelare
- Steven Van Zandt som Frank Tagliano / Giovanni «Johnny» Henriksen
- Trond Fausa Aurvåg som vännen Torgeir Lien
- Marian Saastad Ottesen som läraren Sigrid Haugli
- Steinar Sagen som taxichauffören Roar Lien
- Fridtjov Såheim som AF-anställde Jan Johansen
- Sven Nordin som advokat Julius Backe
- Anne Krigsvoll som länsman Laila Hovland
- Mikael Aksnes-Pehrson som Sigrids son Jonas Haugli
- Kyrre Hellum som polismannen Geir Elvis Tvedt
- Tommy Karlsen Sandum som MC-Arne
- Greg Canestrari som Jerry Delucci
- Tim Ahern som Robert Grasso
- Paul Ottar Haga som barnmorskan Svein
- Petrus A. Christensen som Olav Backe
- Sverre Porsanger som doktor Utsi
- Bjarte Tjøstheim som före detta narkoman och föredragshållare Teddy
- Jan Gunnar Røise som konsthandleren i Oslo, Max Nordahl
- Robert Skjærstad bikern Roy "Finger'n" Aas
- Finn Schau som polischefen Arve Østli
- Kyrre Haugen Sydness som  storinvesteraren Thomas Aune
- Henrik Horge som kriminalvårdaren Vidar
- Viggo Sandvik som Sigrids far, Sylfest Haugli
- Sverre Horge som Reidar Bjørnstad
- Trond Brænne som tillsyningsmannen i Mesnalia, Alf Antonsen
- Gard B. Eidsvold som  Tord Haukenes
- Nils Jørgen Kaalstad som körskolläraren Dag Solstad
- Erlend Klarholm Nilsen som Per Dahl-Thomassen
- Miriam Sogn som Anette Dahl-Thomassen
- Gisken Armand som doktor Hustad vid Lillehammers sjukhus
- Øystein Røger som fastighetsmäklaren Richard Nilsen
- Edward Schultheiss som fången Emil
- Trond Høvik som leder i samfälligheten Einar Lie
- Hermann Sabado som polis
- Jakob Oftebro som Chris

## Avsnitt

### Säsong 1 (2012) i Norge
| Nr | Titel                  | Regissör             | Manusförfattare                                   | Premiär          | Tittare   |
| -- | ---------------------- | -------------------- | ------------------------------------------------- | ---------------- | --------- |
| 1  | "Reality Check"        | Simen Alsvik         | Anne Bjørnstad & Eilif Skodvin & Steven Van Zandt | 25 januari 2012  | 998 000   |
| 2  | "The Flamingo"         | Simen Alsvik         | Anne Bjørnstad & Eilif Skodvin & Steven Van Zandt | 1 februari 2012  | 1 024 000 |
| 3  | "Guantanamo Blues"     | Geir Henning Hopland | Anne Bjørnstad & Eilif Skodvin & Steven Van Zandt | 8 februari 2012  | 1 073 000 |
| 4  | "The Midwife"          | Geir Henning Hopland | Anne Bjørnstad & Eilif Skodvin & Steven Van Zandt | 15 februari 2012 | 993 000   |
| 5  | "My Kind of Town"      | Lisa Marie Gamlem    | Anne Bjørnstad & Eilif Skodvin & Steven Van Zandt | 22 februari 2012 | 1 077 000 |
| 6  | "Pack Your Lederhosen" | Lisa Marie Gamlem    | Anne Bjørnstad & Eilif Skodvin & Steven Van Zandt | 29 februari 2012 | 918 000   |
| 7  | "The Babysitter"       | Geir Henning Hopland | Anne Bjørnstad & Eilif Skodvin & Steven Van Zandt | 07 mars 2012     | 1 023 000 |
| 8  | "Trolls"               | Geir Henning Hopland | Anne Bjørnstad & Eilif Skodvin & Steven Van Zandt | 14 mars 2012     | 967 000   |